# Монастир Різдва Христового у Кацхі
Монастир Різдва Христового у Кацхі (груз. კაცხის მაცხოვრის შობის სახელობის მონასტერი), більш відомий як монастир Кацхі (груз. კაცხის მონასტერი) — середньовічний монастир у Грузії, розташований в селі Кацхі неподалік від міста Чиатура. Був побудований родом Багуаші в період 988—1014. Монастир закритий радянською владою у 1924 і відроджений у 1990; в даний час належить до єпархії Сачхере і Чиатура Грузинської православної церкви.

## Архітектура
Монастир Кацхі — це восьмикутна будівля складнішої конструкції, ніж інші грузинські історичні пам'ятники, такі як Гогюба, Кіагміс-алти, Олтісі і Бочорма. Екстер'єр будівлі складається із трьох  циліндричних рівнів, що поступово звужуються, утворених багатогранною галереєю, головним простором церкви і барабаном купола.
Шість апсид вписані у зовнішній багатогранник і оточені деамбулаторієм зі всіх боків. У написі в деамбулаторії згадується невідома особа «Цховреба, дочка Іоана, князя князів». Єдиний внутрішній простір, розташований під куполом, включає в себе радіально орієнтовані напівкруглі апсиди. Одна з них, вівтарна апсида, помітно виступає назовні. Барабан купола також має грані. Кожна грань основного приміщення церкви, а також купола і галереї завершуються фронтоном з трьома рядами багатокутних карнизів.
Споруда мала багато прикрас, але декоративні деталі двох верхніх рівнів зникли в результаті реставрації 1854. Привертає увагу велика рельєфна композиція у південному вестибюлі галереї (Воздвиження Святого Хреста), що зображає хрест, підтримуваний чотирма ангелами.
Церква оточена п'ятикутною стіною, в східному куті якої знаходиться окремо поставлена дзвіниця. Ці будівлі є більш пізніми доповненнями, ймовірно, XVII або XVIII століття.

## Історія

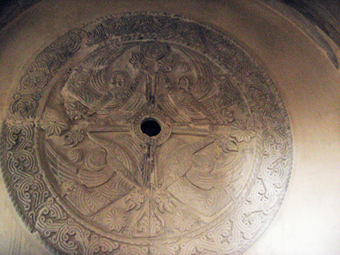
Воздвиження Святого Хреста, рельєф із Кацхі

Монастир Кацхі розташований у середньовічній історичної області Аргветі, яка пізніше увійшла до складу Імеретії. Був побудований на честь святої Трійці наприкінці X століття за розпорядженням представника знатного роду Ліпарітідів (Багуаші), який оселився в Аргветі близько 988 після передачі своєї фортеці Клдекарі грузинському роду Багратідів. Будівництво було завершено близько 1010—1014, в час правління імеретинського царя Баграта III, про що свідчить напис на бубні над південно-західним входом. Впродовж наступних століть Кацхі став фамільним монастирем і усипальницею для членів роду Ліпарітідів. Згідно з грузинськими хроніками колись могутній Ліпаріт IV був похований там після смерті у вигнанні з Візантійської імперії.
Після падіння династії Ліпарітідів у XI столітті монастир Кацхі деякий час був забутий. Він відродився на початку XVI століття, коли Баграт III, цар Імеретії, віддав Кацхі князю Абуласхару Аміреджібі, який відремонтував церкву і відновив її для релігійних потреб монастиря. До 1627 Кацхі опиняється у володінні князівського роду Абашидзе, один з членів якого з 1702 по 1707 був коронований царем Імеретії під ім'ям Георгія VI. Після своєї смерті у вигнанні в Тбілісі був похований у монастирі Кацхі. Монастир, закритий радянською владою у 1924, почав функціонувати у 1990.
Монастир Кацхі — це також важливий центр християнської культури. Збережені середньовічні ікони і рукописи, що раніше знаходилися в Кацхі, нині зберігаються в музеях Тбілісі.